# Ropicomimus papuanus
Ropicomimus papuanus är en skalbaggsart som beskrevs av Stefan von Breuning 1940. Ropicomimus papuanus ingår i släktet Ropicomimus och familjen långhorningar. Inga underarter finns listade i Catalogue of Life.